# Nindorf am Walde
Nindorf am Walde ist ein Ortsteil der Gemeinde Hanstedt im Landkreis Harburg in Niedersachsen.
Der Ort liegt südlich des Kernortes Hanstedt an der Einmündung der Landesstraße L 216 in die L 213. Östlich verläuft die A 7.
Nindorf ist ein Haufendorf. Der Kern des Dorfes wird von Höfen unter mächtigen Eichen gebildet und ist zum Teil noch von Findlingsmauern umgeben. Die Landschaft besteht aus heide- und waldbestandenen Hügeln, dem Toppenstedter Wald und dem Garlstorfer Wald, dem Auetal und den Hanstedter Bergen.
Nindorf wurde erstmals 1162 urkundlich erwähnt. Es liegt am Rande der Lüneburger Heide, zwischen der Schmalen Aue und dem Garlstorfer Walde. Es ist eines der kleinsten Dörfer der Samtgemeinde Hanstedt, eingepfarrt ist es nach Egestorf.
Das Wahrzeichen von Nindorf besteht aus einer Stieleiche und einer Rottanne, die am Fuße zusammengewachsen sind und somit das „Nindorfer Ehepaar“ bilden (Naturdenkmal des Kreises Harburg: ND WL 00005)

## Tourismus
Der Wildpark Lüneburger Heide liegt bei Nindorf zwischen den Ortschaften Nindorf und Garlstorf, an der BAB 7 AS Garlstorf.
Im Oktober 2019 wurde neben dem Wildpark der Baumwipfelpfad Heide-Himmel mit einem 40 Meter hohen Aussichtsturm eröffnet.